# タングンマーケット

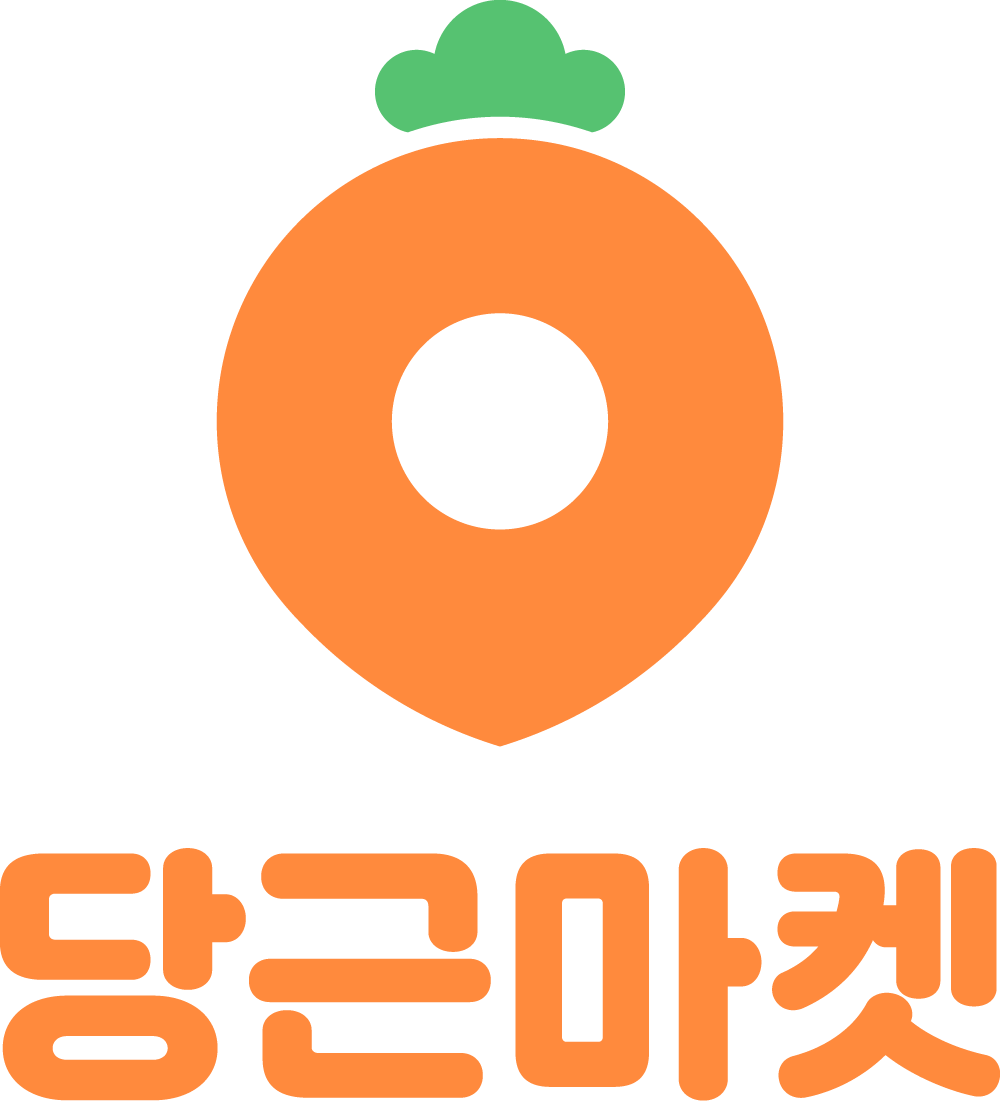
韓国語版のロゴ

タングンマーケット（韓: 당근마켓; 英: Daangn Market）は大韓民国の中古取引、小商工人広報など生活情報ソフトウェアである。中古取引、地域企業、質問回答、不動産、求人求職など、地域内で発生する生活情報を検索し、出版社とリアルタイムでチャットすることができる。 タングンマーケットサービス利用者数が急増し、中古取引アプリ関心度アンケート調査で中古国よりタングンマーケットに高い関心度があることが確認された。 

## 歴史
- 2022.05：主利用者数1200万人、月利用者数1800万人、累積加入者3000万人[3]
- 2021.03：主利用者数1000万人、月利用者数1500万人、累積加入者2000万人[4]
- 2020.09：月ユーザー数1000万人[5]
- 2019.12: Google Play今年のベストアプリ対象選定[6]
- 2019.09：アルトスベンチャーズ、グッドウォーターキャピタル、ソフトバンクベンチャーズ、カカオベンチャーズ、キャプストンパートナーズ、ストロンベンチャーズから400億ウォンのシリーズCラウンド投資誘致
- 2019.05：累積ダウンロード600万、月訪問者数250万人
- 2018.01: 加入者数100万人達成、地域広告主向け広告主センターオープン
- 2016.12: (株)エンサシップから(株)ニンジンマーケットに使命変更
- 2015.07: 法人(株)エンザシップが設立、会社員ベースの「板橋ジャンター」アプリ開発

## 名前の由来
タングンとは、韓国語で「あなたの近く」を意味する「タンシングンチョ(당신 근처)」を略した言葉である。この言葉を「タングン」と略することで、ニンジンという意味になる。

## 機能

### 中古取引
GPS値に基づいて地域認証を受けたユーザー同士で中古取引ができる。取引投稿フィード、コミュニティ、チャット機能をサポートしている。

### ローカルビジネス広告
小商工人が広告費を出して自分の会社を広告することができる。  